# Гамберале
Гамберале, Ґамберале (італ. Gamberale) — муніципалітет в Італії, у регіоні Абруццо, провінція К'єті.
Гамберале розташоване на відстані близько 145 км на схід від Рима, 90 км на південний схід від Л'Аквіли, 55 км на південь від К'єті.
Населення — 324 особи (2014).
Щорічний фестиваль відбувається 10 серпня. 

## Демографія
Населення за роками:

Станом на 1 січня 2023 року в муніципалітеті офіційно проживали 3 іноземці з 3 країн.

## Сусідні муніципалітети
- Ателета
- Кастель-дель-Джудіче
- Монтенеродомо
- Палена
- Піццоферрато
- Сант'Анджело-дель-Песко